# Blackbird (album)
Blackbird – drugi album studyjny amerykańskiej rockowej formacji Alter Bridge. Wydany 9 października 2007. Sprzedano 223 tysięcy kopii płyty.

## Lista utworów
1. "Ties That Bind" - 3:19
2. "Come to Life" - 3:51
3. "Brand New Start" - 4:54
4. "Buried Alive" - 4:35
5. "Coming Home" - 4:19
6. "Before Tomorrow Comes" - 4:06
7. "Rise Today" - 4:21
8. "Blackbird" - 7:58
9. "One by One" - 4:20
10. "Watch Over You" - 4:19
11. "Break Me Down" - 3:56
12. "White Knuckles" - 4:24
13. "Wayward One" - 4:47

Utwory bonusowe:
1. "The Damage Done" - 3:46 (tylko brytyjska edycja albumu oraz singiel "Ties That Bind")
2. "New Way to Live" - 5:36 (dostępny na singlu "Rise Today")
3. "We Don't Care At All" - 3:37 (tylko brytyjska edycja albumu)

## Teledyski
- Rise Today (2007)
- Ties That Bind (2007)
- Watch Over You (2008)

## Twórcy
- Myles Kennedy - wokal prowadzący, gitara rytmiczna, gitara prowadząca w utworach 7 i 10
- Mark Tremonti - gitara prowadząca, wokal wspierający, gitara rytmiczna w utworach 7 i 10
- Brian Marshall - gitara basowa
- Scott Phillips - perkusja, keyboard